# Allée couverte Mané-Roullarde

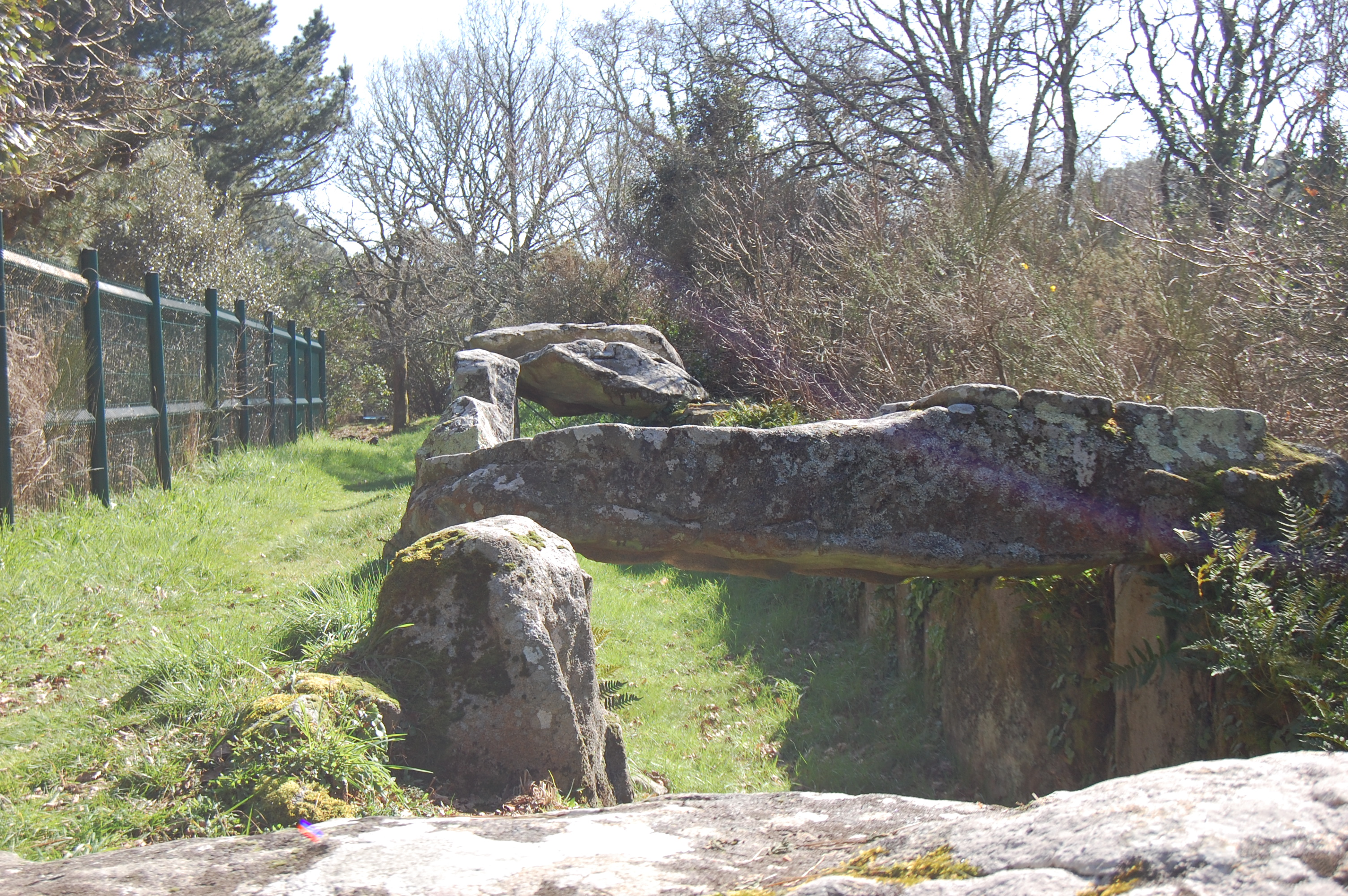
Allée couverte Mané-Roullarde

Schema eines Galeriegrabes

Die Allée couverte Mané-Roullarde (auch Mané-Roullard oder Er-Roh genannt) liegt auf einem Hügel über dem Hafen von La Trinité-sur-Mer im Département Morbihan in der Bretagne in Frankreich. Die Anlage wurde in der Endphase des Neolithikums errichtet.
Es ist ein 18 Meter langes, nur 1,2 m breites Galeriegrab mit vier in situ in Abständen liegenden Decksteinen. Einige der Tragsteine haben Gravuren im Les Pierres-Plates-Stil, aber sie sind zwischen den Flechten und Moosen schwer auszumachen. Es sind noch Spuren des ovalen Grabhügels erkennbar.
Während einer Reihe von Ausgrabungen zwischen 1866 und 1900 wurden schwarze Keramikvasen mit Kurvenlinien-Dekoration gefunden.
Es sollen mehrere Souterrains aus der Eisenzeit, deren Beschreibung an kornische Fogous erinnert, im Unterholz liegen.
In einer Entfernung von 0,8 bis 1,0 km liegen die vier Dolmen Quéric, Kermarquer, Mané Rohr (Kerdro-Vihan) und Mané-Kervilor.